# Pavel Kohout
Pavel Kohout (n. 20 iulie 1928, Praga, Cehoslovacia) este un scriitor, jurnalist și politician ceho-austriac. 
Prin anii 1945 a studiat filozofie la Universitatea din Praga. După terminarea studiilor este jurnalist și redactor la diferite reviste satirice. În 1945 se înscrie în Partidul Comunist Cehoslovac. În legătură cu probleme culturale este trimis în 1950 la Moscova, și devine membru în Comitetul Central al Tinerilor Cehoslovaci. 
După ce a fost jurnalist, regizor de teatru și redactor șef, începe să aibă îndoieli privind sistemul comunist. Astfel în 1968 el va fi unul dintre adepții convinși ai mișcării politice Primăvara de la Praga. Ca urmare, în 1978 trebuie să părăsească Praga împreună cu soția lui Helena, iar în 1979 i se retrage cetățenia cehoslovacă. Din anul 1980 este cetățean austriac, fiind asistent al teatrului vienez „Burgertheter”. 
Din anul 1989 el poate din nou să publice articole în limbă cehă. El spunea despre vienezi, "sunt cehi care vorbesc germana". Pavel Kohout devine popular prin romanul Mein tolles Leben mit Hitler, Stalin und Havel (Viața minunată pe care am trăit-o cu Hitler, Stalin și Havel) publicat în 2010 la editura Osburg, din Berlin.